# Villamesías
Villamesías ist ein südwestspanisches Dorf und eine Gemeinde (municipio) mit 275 Einwohnern (Stand: 2024) in der Provinz Cáceres (Extremadura). 

## Lage und Klima
Villamesías liegt im Süden der Provinz Cáceres in einer Höhe von knapp 370 m am Río Búrdalo. Die Entfernung zur Hauptstadt Cáceres beträgt 66 km (Fahrtstrecke) in nordwestlicher Richtung. Durch die Gemeinde führt die Autovía A-5.
Das Klima ist meist warm und trocken; der eher spärliche Regen (ca. 536 mm/Jahr) fällt hauptsächlich im Winterhalbjahr.

## Bevölkerungsentwicklung
| Jahr      | 1970 | 1981 | 1991 | 2001 | 2011 | 2021 |
| Einwohner | 979  | 595  | 469  | 384  | 293  | 262  |

## Sehenswürdigkeiten

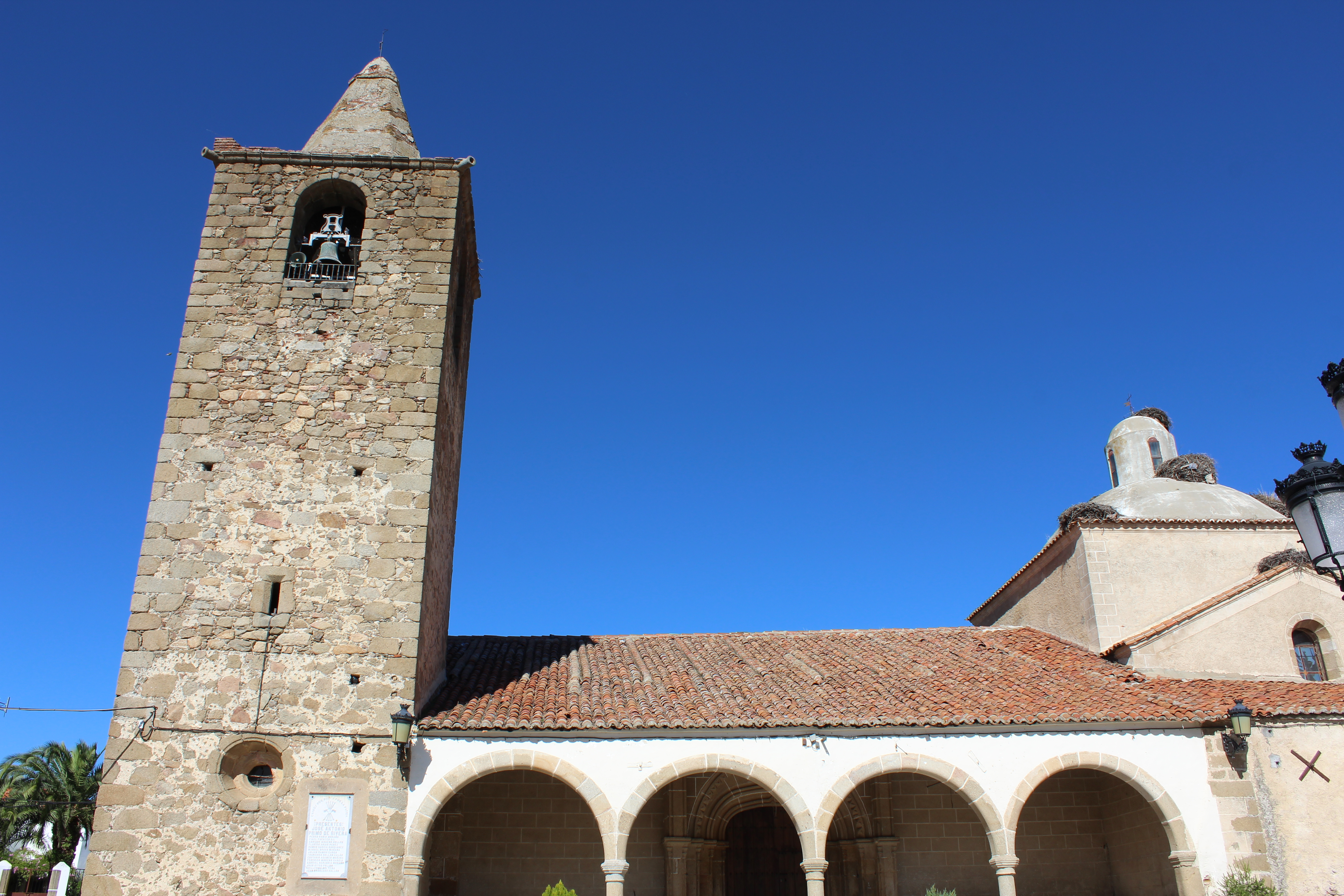
Dominikuskirche
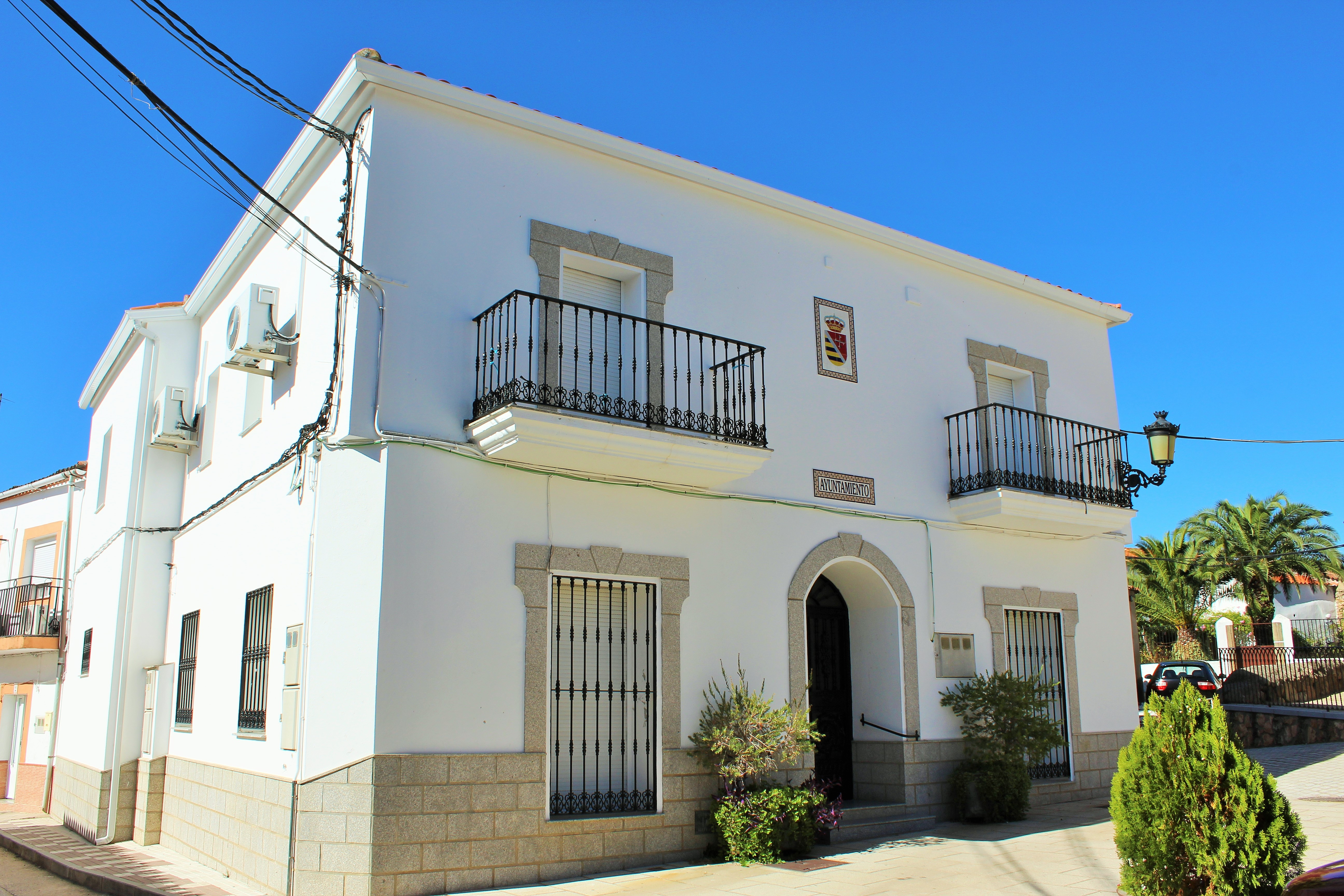
Rathaus

- Dominikuskirche
- Rathaus